# Emil Sommarin

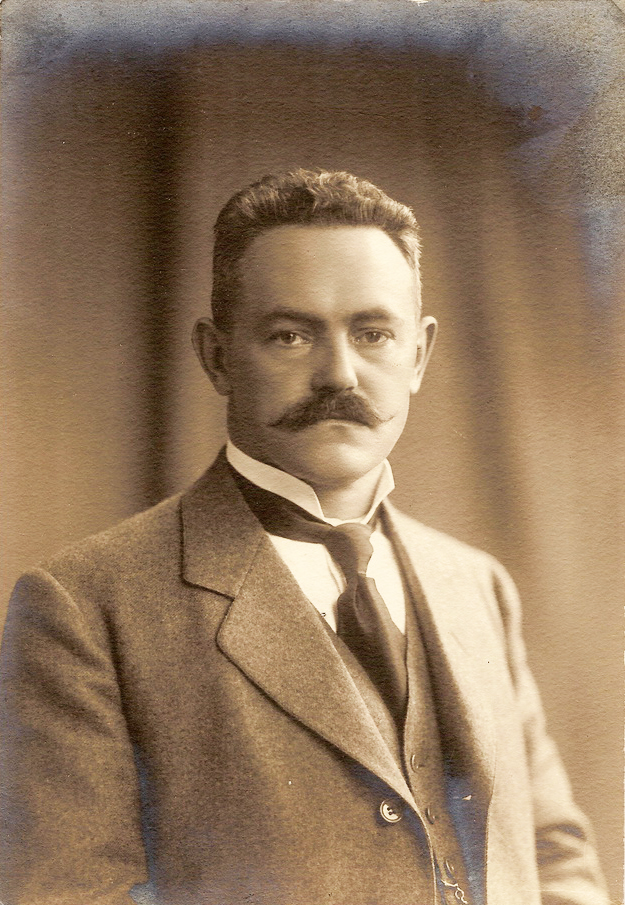
Emil Sommarin.

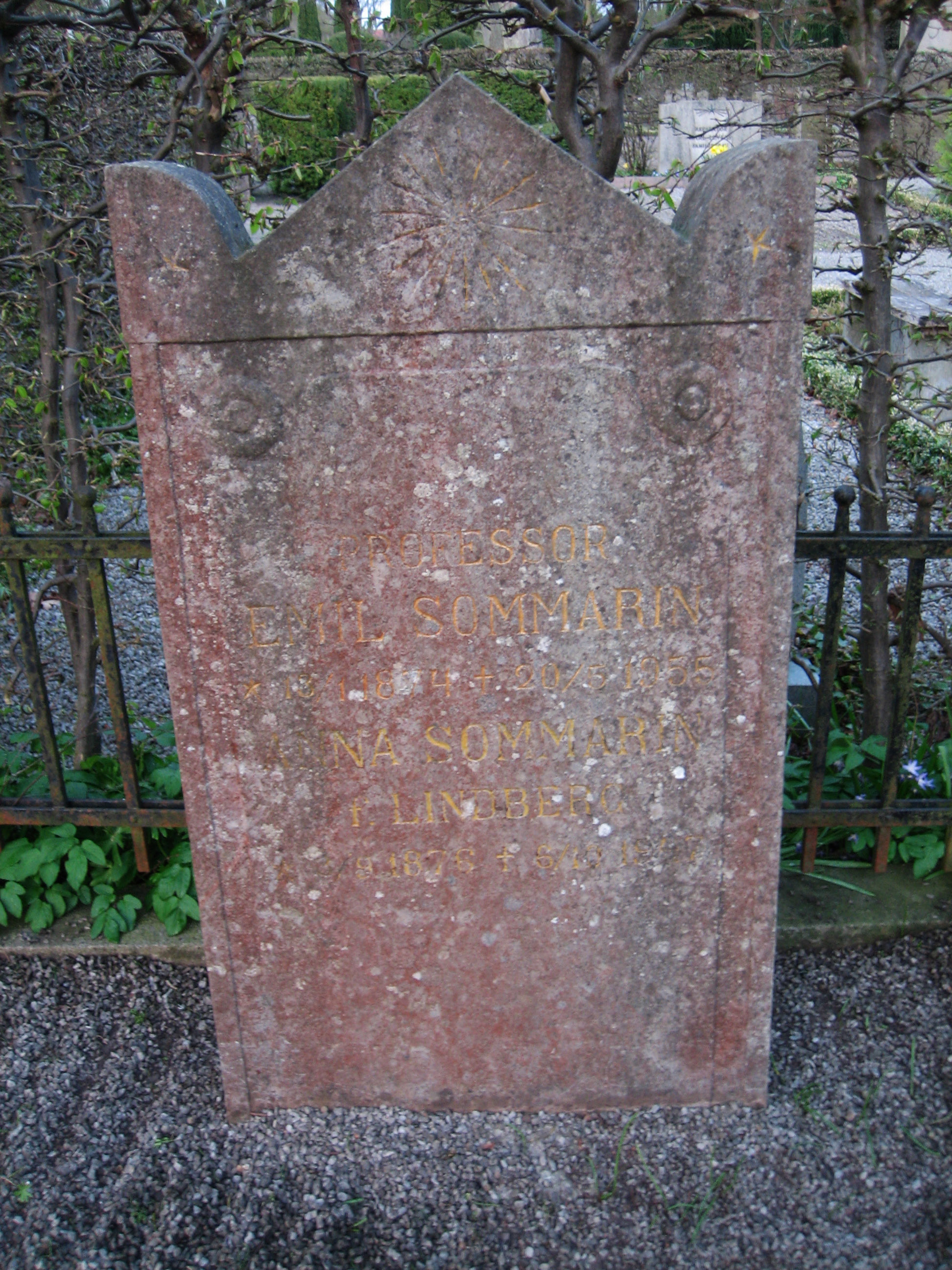
Emil Sommarins gravsten på Norra kyrkogården i Lund.

Emil Fritiof Knut Sommarin, född 13 januari 1874 i Malmö, död 20 maj 1955, var en svensk nationalekonom.
Sommarin blev 1891 student vid Lunds universitet och blev 1899 filosofie licentiat i nordiska och germanska språk. Som student blev han år 1895 invald som hemit #1 på det nyligen instiftade Johan Henrik Thomanders Studenthem. År 1900 inträdde han i redaktionen för Svenska Akademiens ordbok, vilken han tillhörde under en följd av år. Han övergick dock till att studera nationalekonomi,  i vilket ämne han i Lund blev  filosofie doktor 1908 och docent 1909. Han uppehöll under vårterminen 1911 professuren i nationalekonomi vid Göteborgs högskola och blev 1911 lärare i nationalekonomi, ekonomilagfarenhet och kommunalrätt vid Alnarps lantbruksinstitut. År 1913 avlade han även juris kandidatexamen. År 1919 utnämndes han till professor i nationalekonomi och finansrätt vid Lunds universitet, en befattning han innehade fram till 1939. Som nationalekonom anslöt han sig teoretiskt i det stora hela till den s.k. österrikiska skolan, i Lund företrädd av Knut Wicksell. Sommarin utgav en förkortad översättning av Adam Smiths "The Wealth of Nations" (Folkens välstånd, två delar 1909-11).
Han var ledamot (och sekreterare) i 1917 och 1924 års bankkommittéer, ledamot i järnvägskommittén (1918) och tillhörde 1920 års finans- samt 1920 och 1935 års sparbankssakkunniga. Han var socialdemokrat och ledamot av Malmöhus läns landsting 1911-14. Han utövade även en omfattande populärvetenskaplig föreläsningsverksamhet. Han blev ledamot av Humanistiska vetenskapssamfundet i Lund 1920.
Sommarin ligger begraven på Norra kyrkogården i Lund.